# Jérôme Rodrigues
Jérôme Rodrigues, né à Montreuil le 16 mai 1979, est une figure du mouvement des Gilets jaunes, mettant en avant les revendications sociales, participant aux manifestations et au Vrai Débat. Le 26 janvier 2019, alors qu'il filme l'arrivée d'un cortège place de la Bastille à Paris, Jérôme Rodrigues est victime d'un tir de grenade de désencerclement et perd un œil. Il est devenu un symbole des violences policières dans un mouvement social dont la répression a causé des blessures graves. Un procès pour violences avec arme est requis contre le policier Brice C., l'auteur du tir. 

## Biographie
Jérôme Rodrigues est né à Montreuil en 1979 d'un père portugais et d'une mère française. Il indique être originaire de Tremblay-en-France et habiter Paris, après avoir occupé plusieurs emplois à Disneyland, au Club Med, chez EDF et Renault. Il est âgé de 39 ans en 2019,  en reconversion pour devenir plombier : « J'ai été dans le commerce pendant 20 ans, mais des accidents de la vie font que j'en suis là aujourd'hui » ,. Il travaille en 2019 dans l'entreprise de BTP de sa sœur. 
En 2005, Jérôme Rodrigues vote contre le projet de Constitution européenne et lors de l'élection présidentielle française de 2017 il vote au premier tour pour un candidat de gauche. 
Il est proche du Gilet jaune Éric Drouet, avec qui il partage des lives sur le réseau social Facebook lors des échanges pour l'organisation des manifestations. À partir de décembre 2018, Jérôme Rodrigues intervient quotidiennement sur Facebook pour lancer des appels à la mobilisation et annonce ses interventions dans les médias. Il se filme et se diffuse également en direct pendant les manifestations. Ses proches le décrivent comme un manifestant pacifique, appelant toujours au calme et au rassemblement,,.
Le 26 janvier 2019, Jérôme Rodrigues se tient sur la place de la Bastille à Paris pendant l'acte XI du mouvement des Gilets jaunes. Le tir d’un lanceur de balles de défense et le lancer concomitant d’une grenade de désencerclement atteignent le groupe de manifestants où se trouvent Jérôme Rodrigues et Mickaël, un autre manifestant. Jérôme Rodrigues qui filme l'arrivée du cortège sur la place, est blessé et perd son œil droit,. Le journal Libération relève le 11 février que le mouvement des Gilets jaunes a subi une importante répression en huit semaines, impliquant 82 blessés graves comportant de nombreuses mutilations. Il devient alors un symbole des violences policières dans ce mouvement. En février 2021, le policier, accusé d'avoir lancé la grenade de désencerclement qui a causé la perte de l'œil de Jérôme Rodrigues est mis en examen pour « violences volontaires ayant entraîné une mutilation ou une infirmité permanente ». Un deuxième policier est poursuivi pour « violences volontaires aggravées » sur l'autre manifestant, Mickaël,.
Jérôme Rodrigues participe à l'organisation du « Vrai Débat », un débat citoyen organisé par l'ensemble du mouvement, en réponse au grand débat national initié par Emmanuel Macron, et duquel sortent 59 propositions sur quatre grand thèmes que sont la « transformation profonde du système politique », le « renforcement du service public », la « justice fiscale » et une « écologie solidaire, accessible ». En avril 2019, il participe à un débat « Les Gilets Jaunes face à l’Union européenne » à l'approche des élections européennes, à la Bourse du travail de Paris. Parmi les autres participants on peut citer le Torya Akroum du collectif Rungis, des avocats participants au mouvement des gilets jaunes, tels que François Boulo et Juan Branco, ainsi que des chercheurs comme l'historienne Ludivine Bantigny ou le sociologue et politologue Frédéric Pierru.
Soupçonné de violences conjugales envers sa compagne Jennifer Velasques, il est arrêté le 28 juillet, sa garde à vue étant levée le lendemain après que sa conjointe est revenue sur ses propos lors d'une audition ultérieure auprès des enquêteurs.
En août 2019, il fait part du besoin de se reposer, et dit avoir reçu des insultes et menaces de mort. La chaîne d'information continue LCI, parle de dessins le représentant sous les traits d'un cyclope sur les réseaux sociaux. Le 11 mars 2021, 30 000 € d’indemnisation pour la perte de son œil, sont accordés à titre provisoire .
Après avoir traité des policiers de « bande de nazis » dans un tweet, Jérôme Rodrigues est poursuivi en justice par le ministre de l'Intérieur Gérald Darmanin. Il est relaxé le 6 avril 2021, car pour le tribunal de Paris, ses propos « visaient non l’ensemble des policiers mais les méthodes de certains d’entre eux ».
Le 12 février 2022, lors du convoi de la liberté, manifestation contre les restrictions des libertés, dont le passeport vaccinal, interdit ce jour-là à Paris par la préfecture de police, Jérôme Rodrigues est arrêté à proximité du palais de l'Élysée. Les charges qui sont portées à son encontre sont « organisation de manifestation interdite » et « participation à un groupement formé en vue de commettre des violences ». Son avocat, David Libeskind, indique que Jérôme Rodrigues s'estime être prisonnier politique, et qu'il n'est en aucun cas organisateur de la manifestation, « il ne fait que relayer des informations sur sa page Facebook ». Il mentionne que « depuis plusieurs années mon client fait l'objet d'un harcèlement de la part des policiers et de la préfecture de police de Paris par des contrôles d'identité à répétition » et que son casier judiciaire est vierge et n'a jamais fait l'objet d'une quelconque condamnation,. Il était parti la veille de l'Oise avec le cortège. À la suite des interpellations 8 manifestants seront jugés, dont Jérôme Rodrigues, le 8 juillet 2022,.
Le 16 mars 2023, lors d'une manifestation contre le projet de réforme des retraites à Paris, Jérôme Rodrigues est arrêté et placé en garde à vue.
Un procès pour violences avec arme, par personne dépositaire de l’autorité publique, ayant entraîné une mutilation ou une infirmité permanente, soit un crime passible de quinze ans de prison, est requis contre l'auteur du tir qui l'a éborgné,. Les allégations de « légitime défense » avancées par le policier et sa hiérarchie sont démenties par les images filmées de l'événement.